# Baton Rouge (película)
Bâton Rouge es una película española dirigida por Rafael Moleón en 1988. Obtuvo cinco nominaciones en la III edición de los Premios Goya. 

## Sinopsis
Una mujer de buena posición sufre el acoso de una psiquiatra y un gigoló cazador de fortunas, que la chantajean con motivo del asesinato de su marido.

## Palmarés cinematográfico
III edición de los Premios Goya
| Categoría                 | Persona                            | Resultado  |
| ------------------------- | ---------------------------------- | ---------- |
| Mejor original            | Agustín Díaz Yanes y Rafael Moleón | Candidatos |
| Mejor actriz de reparto   | Laura Cepeda                       | Candidata  |
| Mejor actriz protagonista | Victoria Abril                     | Candidata  |
| Mejor actor de reparto    | Ángel de Andrés López              | Candidato  |
| Mejor montaje             | José Salcedo                       | Candidato  |